# Plebanka (Gdańsk)

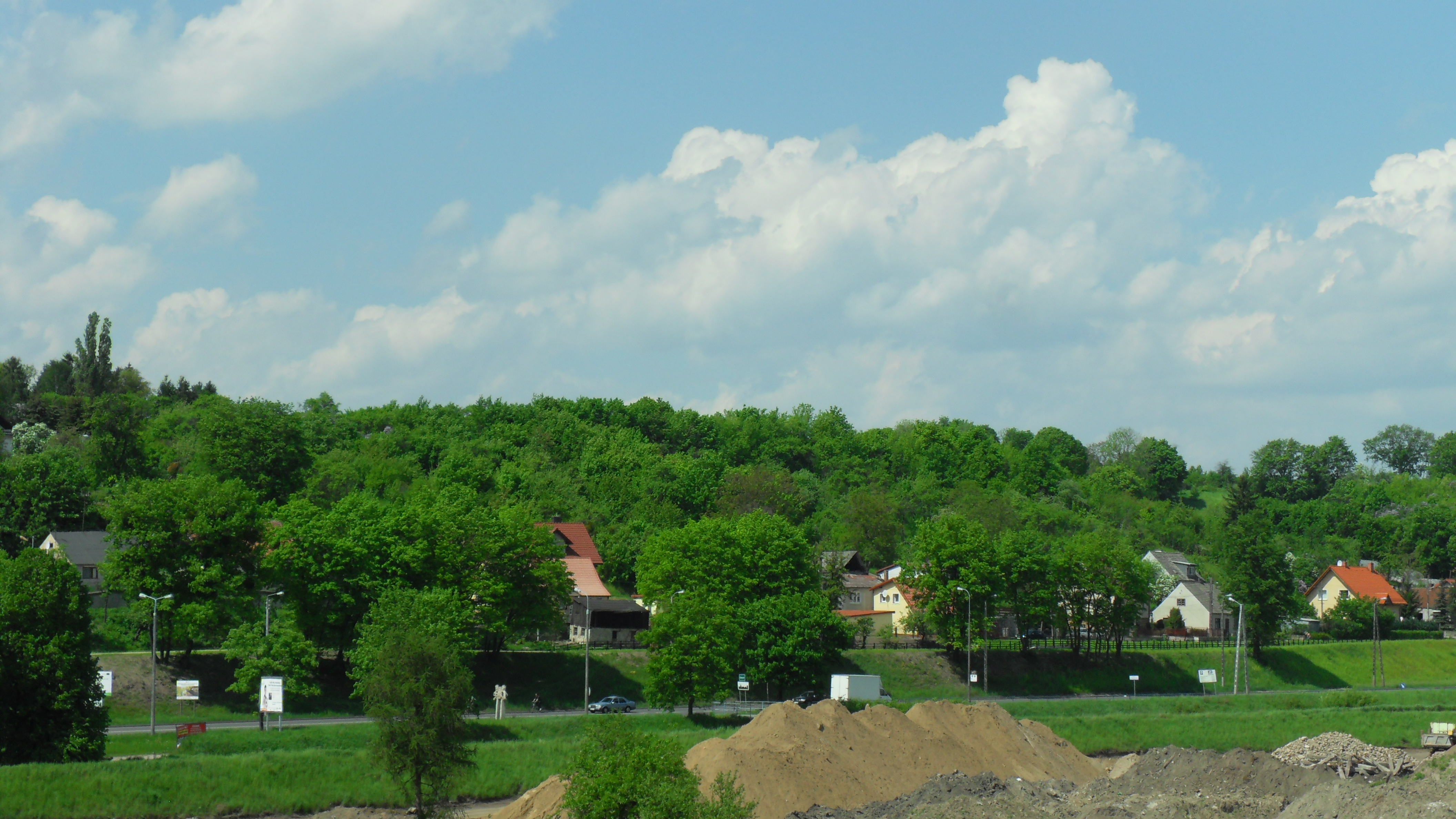
Plebanka

Plebanka (niem. St. Albrecht-Pfarrdorf) – część Gdańska, w dzielnicy Orunia-Św. Wojciech-Lipce, położona po zachodniej stronie Kanału Raduni. Nazwa obecnie nie funkcjonuje.
Plebanka jest częścią jednostki morfogenetycznej Święty Wojciech. Została przyłączona w granice administracyjne miasta w 1864, w przeciwieństwie do pozostałej części Świętego Wojciecha, która stała się częścią Gdańska już w 1828. Plebanka należy do okręgu historycznego Niziny.

## Historia
Plebanka była pierwotnie wsią (tzw. jurysdykcją proboszczowską) na lewym brzegu Kanału Raduni. Została założona na przełomie XVI i XVII wieku na gruntach należących do kościoła w Świętym Wojciechu, na krawędzi wysoczyzny (między obecną ul. Batalionów Chłopskich, ul. Stromą i ul. Rzeczną, główna droga biegła wzdłuż obecnej ul. Po Schodkach). Należała do dóbr biskupa włocławskiego, w 1760 znajdowało się tu 37 domów. Po sekularyzacji dóbr kościelnych w 1818 stała się własność państwową. 25 października 1864 została włączona do Gdańska. W 1885 Plebanka liczyła 57 domów oraz 492 mieszkańców.